# 环己甲哌啶
环己甲哌啶（开发代码SD 210-32）是一种叔胺，带有一个环己烷基团，分子式C12H23N，是一种呼吸兴奋剂，从未上市。